# حمیده برخور
حمیده برخور (زاده ۲۳ خرداد ۱۳۷۵ در تهران) ووشوکار اهل کشور ایران است.
وی در بازی‌های همبستگی کشورهای اسلامی ۲۰۱۳ اندونزی در بخش تالو در دو سبک تای‌جی جیان و تای‌چی چوان صاحب مدال برنز شد.

## افتخارات
اولین مدال‌آور جهانی تایچی در ایران
دو مدال برنز در بازی‌های همبستگی کشورهای اسلامی (اندونزی ۲۰۱۳)
مدال نقره در مسابقات قهرمانی ووشو جهان در فرم تایچی چوان (ترکیه ۲۰۱۴)
مدال نقره در مسابقات قهرمانی ووشو جهان در فرم تایچی جین (ترکیه ۲۰۱۴)
مدال برنز مسابقات جهانی تایچی (لهستان ۲۰۱۶)
مقام چهارم مسابقات ووشو قهرمانی آسیا (تایوان ۲۰۱۶)